# Quickborn
Pour les articles homonymes, voir Quickborn (homonymie).
Quickborn (en allemand : /ˈkvɪkˌbɔʁn/,, ? Écouter [Fiche]) est une ville située dans l'arrondissement de Pinneberg (Kreis Pinneberg), dans le Land de Schleswig-Holstein, en Allemagne. Quickborn se trouve à 21 km au nord-ouest de Hambourg.

## Histoire
Quickborn a été mentionnée pour la première fois dans un document officiel en 1323.

## Personnalités liées à la ville
- Daniel Matthias Heinrich Mohr (1780-1808), botaniste né à Quickborn.

## Jumelages
- Boxholm (Suède) depuis le 13 septembre 1974
- Uckfield (Angleterre) depuis le 18 février 1975
- Malchow (Allemagne) depuis le 8 septembre 1990[3]